# المجلس الوطني لعلاقات العمل
المجلس الوطني لعلاقات العمل (NLRB) هو وكالة مستقلة تابعة للحكومة الفيدرالية للولايات المتحدة مع مسؤوليات إنفاذ قانون العمل الأمريكي فيما يتعلق بالمفاوضة الجماعية وممارسات العمل غير العادلة. بموجب قانون علاقات العمل الوطنية لعام 1935 ، تشرف على انتخابات تمثيل النقابات العمالية ويمكنها التحقيق في ممارسات العمل غير العادلة وعلاجها. قد تنطوي ممارسات العمل غير العادلة على مواقف مرتبطة بالنقابات أو حالات من النشاط المنسق المحمي. يحكمه مجلس من خمسة أشخاص ومستشار عام ، يتم تعيينهم جميعًا من قبل الرئيس بموافقة مجلس الشيوخ. يتم تعيين أعضاء مجلس الإدارة لمدة خمس سنوات ويتم تعيين المستشار العام لمدة أربع سنوات. يعمل المستشار العام كمدعي عام والمجلس بمثابة هيئة استئناف شبه قضائية لقرارات قضاة القانون الإداري.
يقع المقر الرئيسي لـه في 1015 شارع هاف SE ، واشنطن العاصمة ، مع أكثر من 30 مكتبًا إقليميًا وإقليميًا وشبه إقليميًا في جميع أنحاء الولايات المتحدة.

## وصلات خارجية
- موقع المجلس الوطني لعلاقات العمل الأمريكي